# Las Flores, Teocaltiche
Las Flores är en ort i Mexiko.   Den ligger i kommunen Teocaltiche och delstaten Jalisco, i den centrala delen av landet, 400 km nordväst om huvudstaden Mexico City. Las Flores ligger 1 831 meter över havet och antalet invånare är 233.
Terrängen runt Las Flores är en högslätt. Runt Las Flores är det ganska glesbefolkat, med 39 invånare per kvadratkilometer. Närmaste större samhälle är Encarnación de Díaz, 18,8 km öster om Las Flores. Trakten runt Las Flores består till största delen av jordbruksmark.